# 실직곡국
실직곡국(悉直谷國), 실직국(悉直國), 혹은 실직(悉直)은 현재의 강원특별자치도 삼척시에 위치해 있던 소국으로 정확한 건국 시기는 전해지지 않으며 102년 음즙벌국과의 해상권 분쟁이 있었다. 이 과정에서 파사 이사금의 분노를 사 음즙벌국을 치니 왕 타추간(陀鄒干)이 항복하고, 실직곡국도 함께 항복했다. 2년 뒤인 104년 신라에 반란을 일으켰으나 진압되었고, 이후 신라 영토가 되었다. 태종 무열왕 6년인 659년 북진(北鎭)이 설치되어 신라의 대고구려 북방 방어기지가 되었다.

## 참고 문헌
- 김부식 (1145), 《삼국사기》 <신라본기 제1권 파사 이사금 條>

## 같이 보기
- 삼척시